# Župa, Tutin
Župa (izvirno srbsko Жупа) je naselje v Srbiji, ki upravno spada pod Občino Tutin; slednja pa je del Raškega upravnega okraja.

## Demografija
V naselju, katerega izvirno (srbsko-cirilično) ime je Жупа, živi 214 polnoletnih prebivalcev, pri čemer je njihova povprečna starost 29,2 let (27,0 pri moških in 31,4 pri ženskah). Naselje ima 77 gospodinjstev, pri čemer je povprečno število članov na gospodinjstvo 4,47.
|  |

| Demografija | Demografija     | Demografija     |
| Leto        | Št. prebivalcev | Št. prebivalcev |
| ----------- | --------------- | --------------- |
|             |                 |                 |
|             |                 |                 |
|             |                 |                 |
|             |                 |                 |
| 1948        | 279             |                 |
| 1953        | 252             |                 |
| 1961        | 261             |                 |
| 1971        | 328             |                 |
| 1981        | 350             |                 |
| 1991        | 274             | 268             |
| 2002        | 428             | 344             |
|             |                 |                 |

| Etnična sestava po popisu iz leta 2002 | Etnična sestava po popisu iz leta 2002 | Etnična sestava po popisu iz leta 2002 | Etnična sestava po popisu iz leta 2002 | Etnična sestava po popisu iz leta 2002 |
| -------------------------------------- | -------------------------------------- | -------------------------------------- | -------------------------------------- | -------------------------------------- |
| Bošnjaki                               | Bošnjaki                               |                                        | 326                                    | 94,76%                                 |
| Srbi                                   | Srbi                                   |                                        | 13                                     | 3,77%                                  |
| Jugoslovani                            | Jugoslovani                            |                                        | 3                                      | 0,87%                                  |
| Rusi                                   | Rusi                                   |                                        | 1                                      | 0,29%                                  |
| Muslimani                              | Muslimani                              |                                        | 1                                      | 0,29%                                  |
| Neznano                                | Neznano                                |                                        | 0                                      | 0,0%                                   |